# Harry Domela
 (septembre 2019).
Si vous disposez d'ouvrages ou d'articles de référence ou si vous connaissez des sites web de qualité traitant du thème abordé ici, merci de compléter l'article en donnant les références utiles à sa vérifiabilité et en les liant à la section « Notes et références ».
 (septembre 2019).
Harry Domela (1905 - après 1978) est un imposteur né en Lettonie qui prétendait être un prince héritier allemand déchu.

## Biographie
Harry Domela est né de parents allemands en 1905 à Courlande, en Lettonie (à l'époque de l'Empire russe). À l'âge de quinze ans, il se bat pour le premier Corps franc contre les rebelles baltes. Après la Première Guerre mondiale, alors ses frères et son père y sont morts, il se rend en Allemagne.
Domela est trop jeune pour rejoindre le corps d'armée après la guerre et occupe donc de nombreux emplois subalternes. Il est, durant ce temps, plusieurs fois emprisonné pour imposture, s'étant fait passer entre autres  pour le baron Korff.
Sa plus grande duperie est celle qu'il manigance à Heidelberg où il impressionne les membres de la noblesse allemande, qui avaient été dépouillés de leurs titres officiels par la République de Weimar. Il se présente à eux comme le "prince Lieven de Lettonie", mais réussit à donner l'impression qu'il ne s'agit que d'une partie de la vérité. Les aristocrates remarquent sa ressemblance avec le prince Guillaume de Prusse, petit-fils de l'empereur allemand déchu Guillaume II et en un rien de temps, des rumeurs se répandent dans les cercles de la classe supérieure selon lesquelles il serait l'héritier du trône allemand qui voyage incognito.
Ainsi, lorsqu’il voyage en Thuringe et en Prusse, des dignitaires et hommes d’affaires pro-monarchiques locaux le divertissent à leurs frais. Il n'a jamais demandé ou reçu d'argent de leur part. Peu après cependant, il commence à attirer l'attention de la presse et suspecte donc qu'il sera bientôt démasqué. Finalement, il décide de partir pour la France afin de tenter de rejoindre la Légion étrangère française. Il est arrêté alors qu'il monte dans le train.
Pendant les sept mois qui suivent, il est en prison à Cologne en attendant son procès. Il utilise ce temps libre qu'il a pour écrire le récit de ses aventures A Sham Prince: The Life and Adventures of Harry Domela as Written by Himself in Prison at Cologne, January to June 1927. Lors du procès, le tribunal juge que son imposture était inoffensive et il est acquitté des accusations.
Son livre s'est bien vendu et rapidement les droits du film sont achetés. Deux pièces sont aussi montées sur sa vie. Domela joue son propre rôle dans l'une d'elles (et poursuit l'acteur qui joue son rôle dans l'autre, mais perd le procès). En 1927, il joue dans un film The False Prince basé sur ses propres expériences. Cependant, en 1930, il disparaît de la vie publique.
Domela quitte l'Allemagne pour les Pays-Bas en 1933 et vit sous une fausse identité au nom de "Victor Zsajka". Il se lie d'amitié avec l'écrivain néerlandais Jef Last qui lui présente André Gide. Domela sert aux côtés de Last dans les forces républicaines espagnoles pendant la guerre civile espagnole. Il reste ensuite en Belgique jusqu'à ce qu'il s'installe en France où il est interné par le Régime de Vichy. Gide l'a ensuite aidé à partir pour le Mexique.

## Disparition
Domela a plus tard refait surface en tant qu'enseignant au Venezuela et a contacté Jef Last en 1965. Le dernier signe de lui était en 1978.

## Filmographie
- 1927 : The False Prince